# Snösvänget

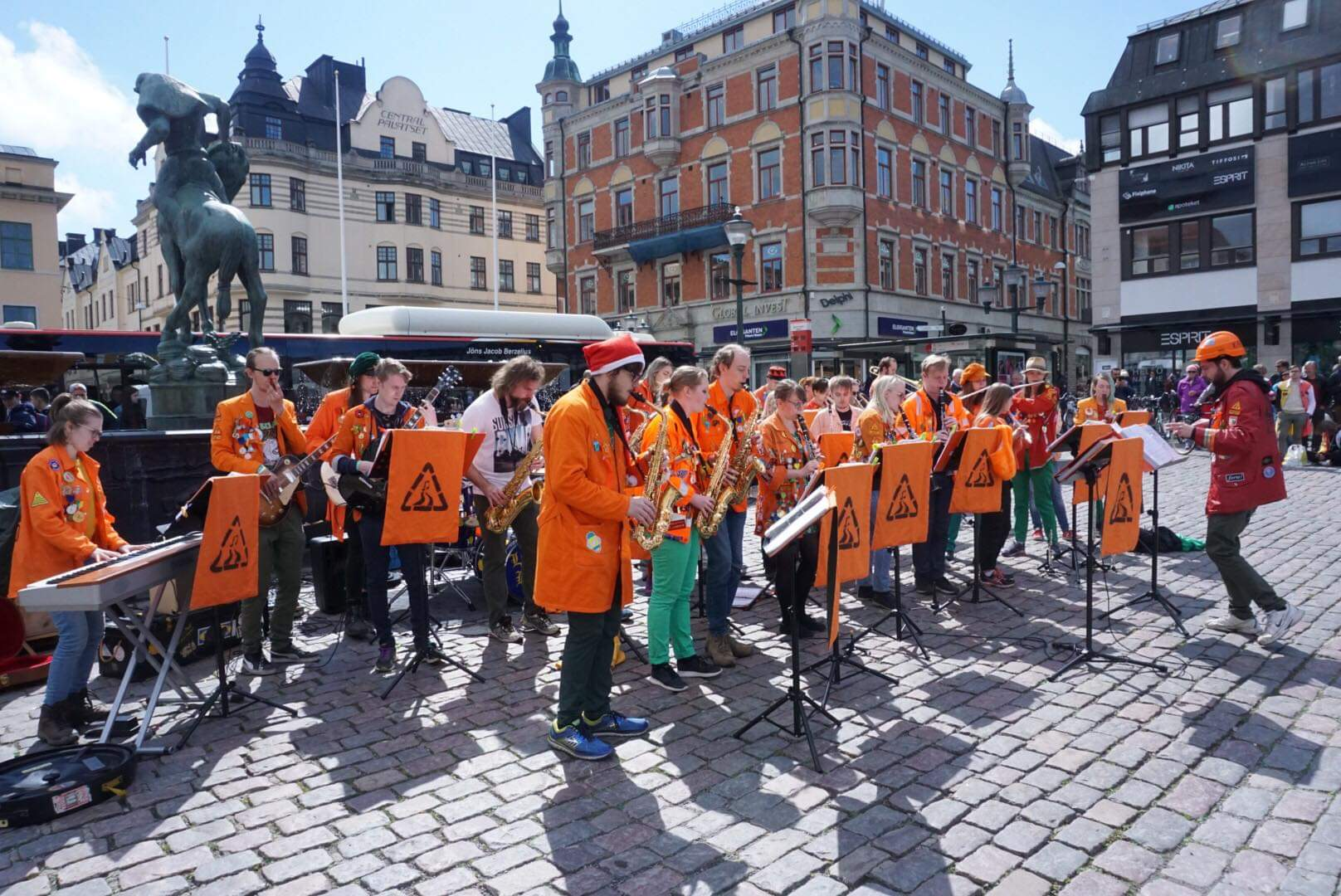
Snösvänget på besök i Linköping under Studentorkesterfestivalen (SOF) 2019

Snösvänget är en studentorkester vid Umeå universitet.
Första upplagan av Snösvänget bildades 1990 av Per Setterlind, studerande vid Skogshögskolan i Umeå, och bestod av studenter från Skogshögskolan samt från den medicinska fakulteten. Numera rekryteras medlemmar bland alla studenter i Umeå.

Namnet är en ordvits på "snösvängen", ett slangord för Snöröjningsbranschen, och "svänget" som kommer från musiken. Orkestern har därför till viss del väg- och snöröjningstema. Sättningen är en blåsorkester med tillhörande kompsektion, och repertoaren består till stor del av storbandsjazz, rock och tysk schlager. Orkesterns klädsel är orange jacka med grön underdel, och som logga har man en varningstriangel med noter i. 

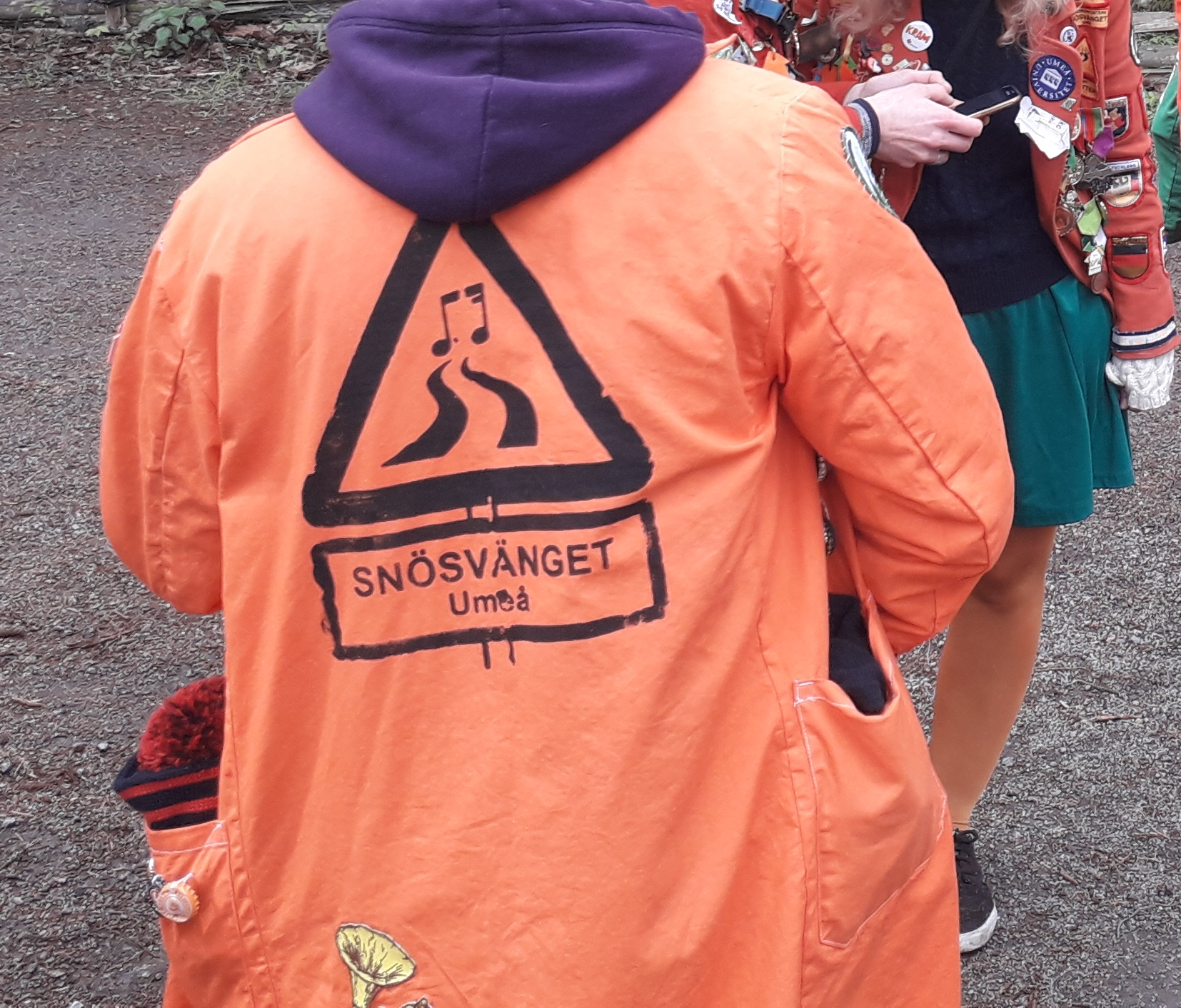
Den orangea rocken med logo

1991 startades den tillhörande baletten Sparketten, eftersom man inte ville vara sämre än övriga studentorkestrar i landet. Balettens motto är "Le i takt".